# John Palmer Usher

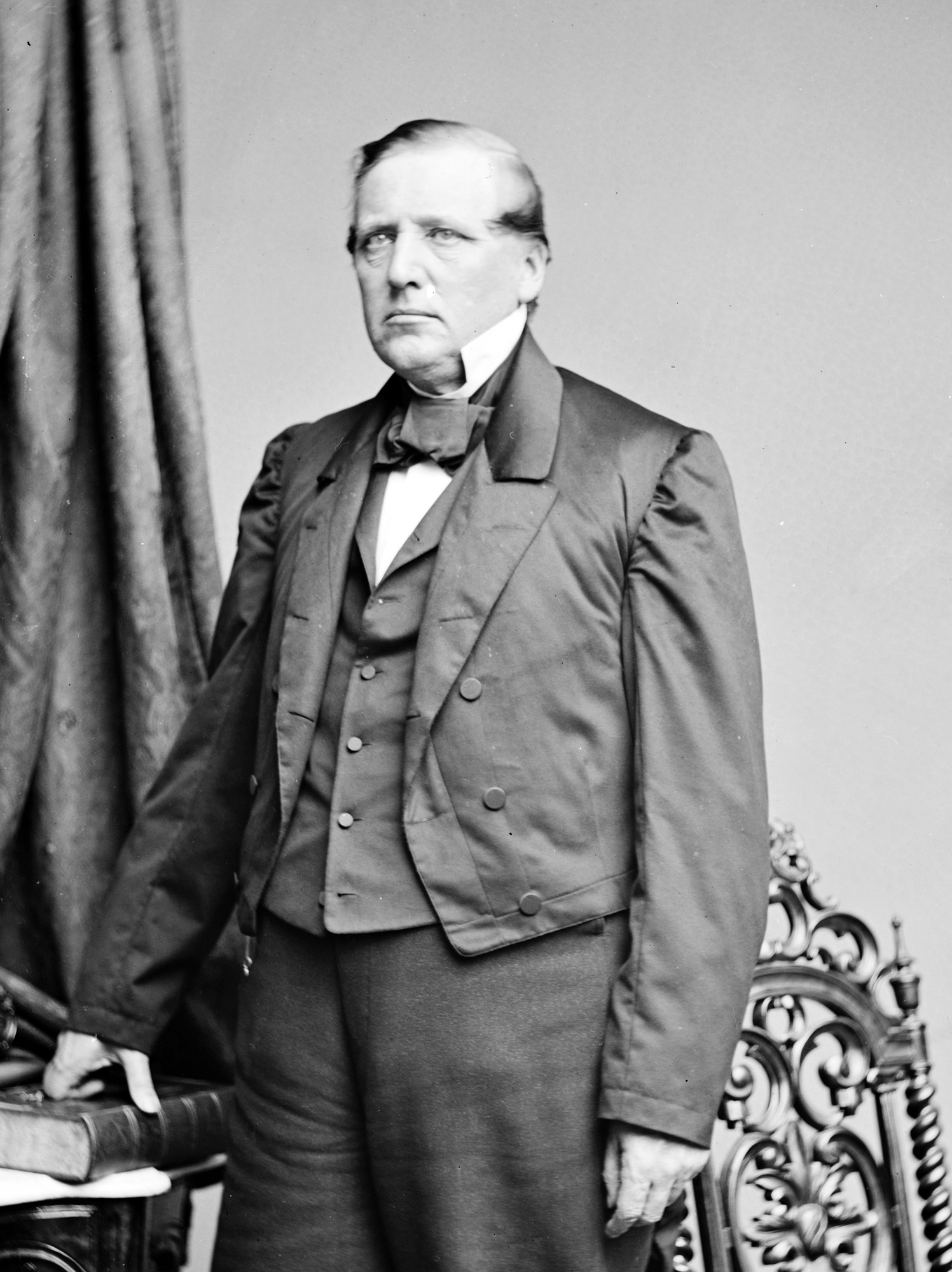
John Palmer Usher

John Palmer Usher (* 16. Januar 1816 in Brookfield, Madison County, New York; † 13. April 1889 in Philadelphia) war ein US-amerikanischer Politiker, der dem Kabinett von US-Präsident Abraham Lincoln als Innenminister angehörte.

## Leben
Der im Bundesstaat New York geborene Usher machte sich 1839 als junger Mann auf den Weg in den Westen. Er ließ sich in Terre Haute im Westen Indianas nieder, wo er gemeinsam mit einem Geschäftspartner die Anwaltskanzlei Griswold & Usher eröffnete. Als herausragender Prozessanwalt war er bald an zahlreichen Gerichten in Indiana und Illinois tätig, wobei er auch Bekanntschaft mit dem in Springfield als Jurist arbeitenden Abraham Lincoln schloss. Usher wurde auch ein Mentor von Joseph Gurney Cannon, der später als Speaker des US-Repräsentantenhauses fungierte.

## Politik
Politisch betätigte sich Usher erstmals 1850, als er für die Whigs in die Staatslegislative von Indiana gewählt wurde, der er bis 1851 angehörte. Er verließ die auseinanderbrechende Whig Party und schloss sich den Republikanern an, für die er ohne Erfolg 1856 bei der Wahl zum US-Repräsentantenhaus antrat. 1861 wurde er zum Attorney General von Indiana gewählt, trat aber schon nach wenigen Monaten zurück, um in der Regierung Lincoln das Amt des stellvertretenden Innenministers zu übernehmen.
Der damalige Minister Caleb Blood Smith zeigte wenig Interesse an seinem Amt und hatte überdies mit gesundheitlichen Problemen zu kämpfen, weshalb er seinem Stellvertreter die meisten seiner Aufgaben abtrat. Nachdem Smith im Dezember 1862 zurückgetreten war, übernahm Usher zum 1. Januar 1863 auch offiziell die Leitung des Ministeriums.
Nach dem Mord an Abraham Lincoln verblieb Usher unter dessen Nachfolger Andrew Johnson nur noch für einen Monat im Amt; er hatte aber schon am 9. März 1865 seinen Rücktritt erklärt, der dann am 15. Mai wirksam wurde. Seine Machtbasis in seinem Heimatstaat litt darunter, dass Lincoln zu Beginn seiner zweiten Amtszeit mit Hugh McCulloch einen weiteren Politiker aus Indiana als Finanzminister in sein Kabinett geholt hatte. Zudem wuchs der öffentliche Druck auf den Präsidenten, ein Ministeramt mit einem Methodisten zu besetzen; Usher hatte die Mitglieder dieser Konfession durch politische Entscheidungen gegen sich aufgebracht. Noch am Tag seines Rücktritts wurde mit James Harlan ein Methodist als Nachfolger benannt, der sein Amt dann aber erst unter Andrew Johnson antrat.

## Weiterer Lebenslauf
John Palmer Usher arbeitete nach dem Ende seiner politischen Laufbahn als Anwalt für die Union Pacific Railroad, deren Interessen er zuvor auch schon als Kabinettsmitglied vertreten hatte. Er starb 73-jährig an Krebs.